# 山陽電鉄爆破事件
山陽電鉄爆破事件（さんようでんてつばくはじけん）とは、1967年（昭和42年）6月18日に発生し、多くの死傷者を出した電車爆破事件である。
犯人が検挙されず公訴時効を迎え、未解決事件となった。

## 事件の概要
1967年6月18日14時05分、兵庫県神戸市垂水区に位置する山陽電気鉄道（以下「山陽電鉄」と略す）本線電鉄塩屋駅（現・山陽塩屋駅）構内において、電鉄兵庫駅（事件翌年4月に神戸高速鉄道線開業により廃止）発電鉄姫路駅（現・山陽姫路駅）行き普通電車の網棚に置かれていた荷物が爆発し、乗客の24歳女性が即死、重体の39歳女性が後に死亡するなど、2名の死者と29名の重傷者を出す大惨事となった。
兵庫県警察によれば、塩素系カリウムと硫黄の混合物による火薬に時限式起爆装置が取り付けられたものであったが、未解決事件となった。

## 関連事件
神戸大丸デパート爆破事件
- 1967年1月に大丸神戸店のトイレで爆破事件が発生。現場には「ウルトラ山田」という脅迫状が残されていた。現場に残っていた爆弾の構造から同一犯である疑いがあった。しかし、この事件も犯人を特定することは出来ず、公訴時効を迎え、未解決事件となった。

## その他
- 1960年代後半は、鉄道をターゲットに爆発物をセットする事件が多発した。具体的には1963年9月5日の草加次郎事件（未解決）や1968年6月16日の横須賀線電車爆破事件（犯人検挙）や1972年8月2日の近鉄奈良線爆破事件（未解決）である。
- 1974年に大阪府で3件の爆弾事件が発生し、「ウルトラ山田」からの犯行声明が出された（日曜日の爆弾魔事件）。犯人は13歳の爆弾マニアの少年であることが判明。この少年は大丸爆破事件時の年齢が6歳のため、大丸爆破事件で使われた「ウルトラ山田」を勝手に名乗ったものとされる。
- 山陽電鉄爆破事件に関してNHKは1967年11月3日、テレビ番組「現代の映像」で「ゆがんだ歯車 〜山陽電鉄爆破事件の捜査記録から〜」と題して取り上げている[1]。